# Kurt Jacob
Kurt Wolfgang Friedrich Jacob (* 5. Februar 1922 in Berlin; † 1994) war ein deutscher Tänzer, Ballettmeister und Schauspieler.

## Leben
Nach der Oberrealschule erhielt er von 1936 bis 1939 eine Tanzausbildung bei Max Terpis. Danach ließ er sich von 1939 bis 1942 durch Eduard von Winterstein und Lily Donecker zum Schauspieler ausbilden.
Von 1939 bis 1943 war er Solotänzer im Theater am Nollendorfplatz und von 1943 als jugendlicher Held Schauspieler am Nationaltheater Osnabrück. Von 1945 bis 1946 wirkte er als Schauspieler am Schauspielhaus Stuttgart und von 1946 bis 1947 als Solotänzer am Opernhaus Düsseldorf.
1947 bis 1948 arbeitete er in Stuttgart beim Kabarett Mausefalle von Werner Finck und von 1948 bis 1949 als Schauspieler an der Tribüne in Berlin. 1950 war er als Solotänzer für Heinz Hentschke tätig, 1951 tanzte er am Staatstheater Malmö. 
Von da an betätigte Jacob sich vorwiegend als Ballettmeister, erstmals 1952 am Theater am Nollendorfplatz, dann 1953 bis 1954 im Titania-Palast, ferner beim Variété. In den folgenden Jahrzehnten war er ein vielbeschäftigter Choreograf beim Film und besonders für das Fernsehen.
Jacob war mit der Schriftstellerin Marianne Mertens verheiratet.

## Filmografie (als Choreograf, Auswahl)
- 1948: Beate (nur Darsteller)
- 1951: Unschuld in tausend Nöten (nur Darsteller)
- 1953: Der keusche Josef (nur Darsteller)
- 1954: Die Mücke (nur Darsteller)
- 1955: Oberwachtmeister Borck
- 1955: Die Drei von der Tankstelle (Tänzer)
- 1957: Gruß und Kuß vom Tegernsee
- 1958: Juchten und Lavendel
- 1959: La Paloma
- 1965: Ich kauf mir lieber einen Tirolerhut
- 1965–1966: Hotel Victoria (Fernsehshow, zwei Folgen)
- 1967–1968: Die fröhliche Weinrunde (Fernsehshow, drei Folgen)
- 1988: Anna – Der Film (nur Darsteller)